# Риалто (Калифорния)
Риалто (англ. Rialto) — город, расположенный в округе Сан-Бернардино (штат Калифорния, США) с населением 99 171 человек по статистическим данным переписи 2010 года.

## История
Древние артефакты, обнаруженные археологами, свидетельствуют о том, что  город  Риалто, был заселён ещё до 1500 года. Найденные артефакты в настоящее время находятся в  Историческом центре центре и указывают на то, что индейцы серрано жили в районе Риалто между 1500 и 1800 годами нашей эры Нет никаких доказательств, чтобы объяснить, что случилось с коренными жителями. .
Глинобитное здание начала XIX века, которое использовалось для разных целей на протяжении многих лет, является самым старым зданием всё ещё стоящим в городе Риалто. Город  сдает в аренду этот дом и небольшую часть парковой зоны Историческому обществу Риалто за 1 доллар в год.
В 1842 году семье Луго было предоставлено ранчо Сан-Бернардино, площадью 37 700 акров, которое охватывало Риалто.
В 1887 году была построена железнодорожная соединительная линия  между Сан-Бернардино и Пасадиной. Вдоль этой линии через каждые  2600 ярдов располагались городские поселения, и к осени того же года было построено более 25 новых городов. В этом же году была образована компания Semitropic Land and Water Company,  которая организовывала куплю-продажу прав и привилегий на недвижимость и воду. 
Осенью 1888 года была построена первая школа и образован школьный округ Брук.
В 1901 году в поселке было основано кладбище. Оно находится в ведении городского казначея.
Торговая палата была основана весной 1911 года.  К этому году население выросло до 1500 человек с 40 предприятиями  и местной газетой. Результаты выборов 31 октября 1911 года составили 135 голосов за объединение города и 72 против.
Бульвар Футхилл был отремонтирован в 1913 году и стал пронумерованным участком системы автомобильных дорог США.
В 1914 году Тихоокеанская электрическая железная дорога Лос-Анджелеса завершила свою линию  Сан-Бернардино через город Риалто с пересечением на Риверсайд-авеню для линии Риверсайд. Сегодня дорожки над Первой улицей являются частью Юнион Пасифик, а депо на Риверсайд-авеню теперь ресторан Cuca's.
Пожар в 1920-х годах охватил многие здания в центре города.

## География
По данным Бюро переписи населения США Риалто имеет общую площадь 57,925 квадратных километров, из которых 57,889 кв. километров занимает земля и 0,036 кв. километров — вода. Площадь водных ресурсов составляет 0,06 % от всей его площади.

## Демография
| Год переписи                                           | Нас.   |        | %±     |
| ------------------------------------------------------ | ------ | ------ | ------ |
| 1920                                                   | 961    |        | —      |
| 1930                                                   | 1642   |        | 70,9%  |
| 1940                                                   | 1770   |        | 7,8%   |
| 1950                                                   | 3156   |        | 78,3%  |
| 1960                                                   | 18567  |        | 488,3% |
| 1970                                                   | 28370  |        | 52,8%  |
| 1980                                                   | 37862  |        | 33,5%  |
| 1990                                                   | 72388  |        | 91,2%  |
| 2000                                                   | 91873  |        | 26,9%  |
| 2010                                                   | 99171  |        | 7,9%   |
| 2016                                                   | 103314 | [ 10 ] | 4,2%   |
| 1920–2016 Источники: 1920—1970, 1980—1990, 2000, 2010. |        |        |        |

По данным переписи населения 2010 года, в Риалто проживало 99 171 человек. Средняя плотность населения составляла около 1713,1 человек на один квадратный километр.
Расовый состав города по данным переписи распределился следующим образом: 43 592 (44 %) — белых, 16 236 (16,4 %) — чёрных или афроамериканцев, 2258 (2,3 %) — азиатов, 1062 (1,1 %) — коренных американцев, 361 (0,4 %) — выходцев с тихоокеанских островов, 30 993 (31,3 %) — других народностей, 4669 (4,7 %) — представителей смешанных рас. Испаноязычные или латиноамериканцы составили 67,6 % от всех жителей (67 038 человек).
Население по возрастному диапазону по данным переписи распределилось следующим образом: 32 604 человек (32,9 %) — жители младше 18 лет, 12 204 человек (12,3 %) — от 18 до 24 лет, 13 582 человек (13,7 %) — от 25 до 34 лет, 19 561 человек (19,7 %) — от 35 до 49 лет, 14 314 человек (14,4 %) — от 50 до 64 лет и 6 906 человек (7 %) — в возрасте 65 лет и старше. Средний возраст жителей составил 28,3 года. Женщины составили 51,4 % (50 926 человек) от всех жителей города, мужчины 48,6 % (48 245 человек).